# Michal Klasa
Michal Klasa (Brno, 19 de diciembre de 1953) es un deportista checoslovaco que compitió en ciclismo en las modalidades de ruta y pista.
Participó en dos Juegos Olímpicos de Verano, obteniendo una medalla de bronce en Moscú 1980, en la prueba de carretera de contrarreloj por equipos (junto a Vlastibor Konečný, Alipi Kostadinov y Jiří Škoda), y en Montreal 1976 consiguió el quinto lugar en persecucuión por equipos y el séptimo en persecución individual.
Obtuvo dos medallas en el Campeonato Mundial de Ciclismo en Ruta, plata en 1985 y bronce en 1981, ambas en la prueba de contrarreloj por equipos.
En pista ganó una medalla de bronce en el Campeonato Mundial de Ciclismo en Pista de 1974, en la prueba de persecución por equipos.

## Medallero internacional

### Ciclismo en ruta
| Juegos Olímpicos   | Juegos Olímpicos              | Juegos Olímpicos  | Juegos Olímpicos         |
| Año                | Lugar                         | Medalla           | Competición              |
| ------------------ | ----------------------------- | ----------------- | ------------------------ |
| 1980               | Moscú (URSS)                  | Medalla de bronce | Contrarreloj por equipos |
| Campeonato Mundial |                               |                   |                          |
| Año                | Lugar                         | Medalla           | Competición              |
| 1981               | Praga (Checoslovaquia)        | Medalla de bronce | Contrarreloj por equipos |
| 1985               | Giavera del Montello (Italia) | Medalla de plata  | Contrarreloj por equipos |

### Ciclismo en pista
| Campeonato Mundial | Campeonato Mundial | Campeonato Mundial | Campeonato Mundial          |
| Año                | Lugar              | Medalla            | Competición                 |
| ------------------ | ------------------ | ------------------ | --------------------------- |
| 1974               | Montreal (Canadá)  | Medalla de bronce  | Persecución por equipos (A) |